# Direttiva Seveso
L'incidente di Seveso ha spinto gli Stati dell'Unione europea a dotarsi di una politica comune in materia di prevenzione dei grandi rischi industriali a partire dal 1982. La direttiva prende il nome dall’omonimo disastro di Seveso. La direttiva europea denominata "direttiva Seveso" (direttiva europea 82/501/CEE, recepita in Italia con il DPR 17 maggio 1988, n. 175 nella sua prima versione) impone agli stati membri di identificare i propri siti a rischio.

## Disposizioni della direttiva
- il censimento degli stabilimenti a rischio, con identificazione delle sostanze pericolose
- l'esistenza in ogni stabilimento a rischio di un piano di prevenzione e di un piano di emergenza
- la cooperazione tra i gestori per limitare l'effetto domino
- il controllo dell'urbanizzazione attorno ai siti a rischio
- l'informazione degli abitanti delle zone limitrofe
- l'esistenza di un'autorità preposta all'ispezione dei siti a rischio

La direttiva non include le installazioni militari ed i rischi connessi all'emissione di radiazioni ionizzanti.
In Italia il controllo dei siti a rischio è affidato alle agenzie regionali per la protezione ambientale (ARPA, Vigili del fuoco, Comitato Tecnico Regionale dei VVF).

## Seveso II
Si pensò successivamente di cambiare il sistema di approccio ai sistemi di sicurezza nell'ambito industriale con la direttiva 96/82 CEE, successivamente recepita in Italia con il D.Lgs. 334/99, in cui venne diminuito il numero di sostanze definite materie pericolose da 180 a 50 e si affiancò a questo elenco una lista di classi di pericolosità che ampliò, di conseguenza, il campo di applicazione del decreto.

### Seveso II bis
Dopo l'incidente di una fabbrica di fertilizzanti a Tolosa che ha causato uno sversamento di nitrato d'ammonio nell'ambiente circostante e lo scoppio di un'azienda di materiale pirotecnico nei Paesi Bassi si è vista l'esigenza di attuare delle modifiche alla Seveso II con la direttiva 2003/105/CE, erroneamente conosciuta come Seveso III (o "Seveso ter"), recepita in Italia con Decreto Legislativo 21 settembre 2005, n. 238.
In questa normativa si sono introdotti nuovi limiti per le aziende che detengono nitrato di ammonio, materiale pirotecnico e per le aziende minerarie, oltre all'abbassamento dei valori limite per le sostanze tossiche e l'innalzamento dei limiti per le sostanze ritenute cancerogene.
ADEMPIMENTI DELLE DIVERSE CATEGORIE
- Art. 5.2
- Individuare i rischi di incidente rilevante;
- Integrare il DVR (Documento di Valutazione dei Rischi) di cui al D.Lgs.81/08;
- Provvedere all'informazione, formazione e addestramento come previsto dal D.M.16/03/98.
- Art.6
- Trasmettere la notifica, con le modalità dell'autocertificazione, a: Min. Amb., Regione, Provincia, Comune, Prefetto e CTR;
- Trasmettere la Scheda di Informazione di cui all'allegato V a: Min. Amb., Regione, Sindaco e Prefetto;
- Redigere e riesaminare ogni 2 anni il documento di Politica di prevenzione degli incidenti rilevanti di cui all'articolo 7;
- Attuare il SGS (Sistema di Gestione della Sicurezza) di cui allo stesso documento.
- Art.8
- Trasmettere il RdS (Rapporto di sicurezza) all'autorità competente;
- Riesaminare il rapporto di sicurezza: a) ogni 5 anni; b) ad ogni modifica che costituisca aggravio del preesistente livello di rischio; c) ogni volta che intervengano nuove conoscenze tecniche in materia di sicurezza;
- Predisporre il Piano di Emergenza Interno;
- Trasmettere al Prefetto e alla Provincia le informazioni per la stesura del Piano di Emergenza Esterno.

## Seveso III
La nuova edizione della direttiva ha preso il via quando il 24 luglio 2012 è stata pubblicata sulla Gazzetta Ufficiale dell'Unione Europea n. 197 la Direttiva 2012/18/UE del 4 luglio 2012. Entrata in vigore il 13 agosto dello stesso anno, per essere recepita dagli Stati Membri entro il 1º giugno 2015.
L'Italia l'ha recepita nel proprio ordinamento giuridico con il decreto legislativo n°105 del 26 giugno 2015, che ha integralmente abrogato i precedenti D.Lgs. n. 334/1999 e 238/2005.